# 손지연

손지연의 사인

손지연(1973년 7월 5일 ~)은 대한민국의 여성 싱어송라이터이다.

## 음반 목록

### 정규 음반
1. 실화(My Life's Story) (2003년 11월 4일)
2. The Egoist (2005년 2월 17일)
3. 메아리 우체부 삼아 내게 편지 한 통을 (2008년)
4. 꽃샘바람(2013년 4월 10일)

## 출연

### TV
- EBS 스페이스 공감 (EBS, 2006년, 2008년)
- 음악 여행 라라라 (MBC, 2009년 2월 11일)